# Jan Dobrowolski (biochemik)
Jan Dobrowolski (ur. 4 lutego 1907 w Byszowie, zm. 1994) – polski profesor nauk chemicznych w zakresie biochemii, nauczyciel akademicki

## Życiorys
Jan Dobrowolski urodził się w rodzinie Antoniego i Marii Dobrowolskich. Studia ukończył w 1939 z dyplomem magistra filozofii w zakresie chemii na Uniwersytecie Wileńskim im. Stefana Batorego. Podczas II wojny światowej był nauczycielem w szkole ogólnokształcącej w Wilnie i w Sarnach na Wołyniu, a następnie pracował w aptece. W latach 1945–1952 został zatrudniony jako starszy asystent w Zakładzie Chemii Nieorganicznej Uniwersytetu Łódzkiego, gdzie prowadził badania pod kierunkiem prof. E. Syma i prof. E. Michalskiego. W 1950 obronił tam dysertację O elektrometrycznym oznaczeniu soli rtęciowych bez pomocniczego źródła prądu i otrzymał stopień doktora nauk matematyczno-przyrodniczych. W latach 1950–1951 był kierownikiem Laboratorium Chemicznego w Andrespolu. W 1952 został zastępcą kierownika Zakładu Chemii Nieorganicznej i Analitycznej Akademii Medycznej we Wrocławiu. W latach 1954–1958 był kierownikiem Katedry Chemii Ogólnej na Wydziale Lekarskim Pomorskiej Akademii Medycznej w Szczecinie. W 1957 podjął jednocześnie pracę w Wyższej Szkole Rolniczej w Szczecinie, w której zorganizował Zakładu Biochemii. W 1959 został docentem i kierownikiem Katedry Biochemii aż do 1973. Tytuł profesora nadzwyczajnego nauk chemicznych otrzymał w 1967, a tytuł profesora zwyczajnego – w 1974. W latach 1962–1964 pełnił funkcję prodziekana Wydziału Rolniczego WSR w Szczecinie.
Profesor Jan Dobrowolski był redaktorem naczelnym wydawnictw naukowych Akademii Rolniczej w Szczecinie (1974–1978), przewodniczącym Oddziału Szczecińskiego  Polskiego Towarzystwa Chemicznego (1962–1964), przewodniczącym Oddziału Szczecińskiego Polskiego Towarzystwa  Biochemicznego (1964–1966), zastępcą przewodniczącego Wydziału II Szczecińskiego Towarzystwa Naukowego (1968–1970), twórcą Szczecińskiego Oddziału Polskiego Towarzystwa Biofizycznego. Pracę zakończył 30 września 1977.

## Praca naukow0-dydaktyczna
Jan Dobrowolski na początku lar 60. XX w. był inicjatorem badań naukowych nad zastosowaniem regulatorów wzrostu roślin, nad enzymami roślin i zwierząt, a także prowadził badania nad chemomutagenezą pszenicy. Opublikował 30 prac naukowych, a także wiele prac popularnonaukowych i referatów z zakresu analizy chemicznej i biochemicznej, a ponadto 5 podręczników z chemii analitycznej i 2 z biochemii. Wypromował 7 doktorów i 45 magistrów inżynierów, recenzował 25 prac doktorskich, 2 prace habilitacyjne oraz 5 wniosków o nadanie tytułu profesora.

## Odznaczenia i nagrody[4]
- Krzyż Kawalerski Orderu Odrodzenia  Polski (1973)
- Złota Odznaka „Gryf Pomorski” (1971)
- Złota Odznaka ZNP (1975)
- dwie nagrody Ministra Zdrowia
- nagroda indywidualna II° Ministra Nauki i Szkolnictwa Wyższego (1972)